# Filtro de Wiener
En procesamiento de señales, el filtro de Wiener es un filtro propuesto por Norbert Wiener en la década de 1940 y publicado en 1949. Su propósito es, utilizando métodos estadísticos, reducir el ruido presente en la señal de entrada de tal modo que la señal de salida del filtro se aproxime lo más posible (en el sentido cuadrático medio) a una señal deseada (sin ruido). El equivalente en tiempo discreto del trabajo de Wiener fue derivado independientemente por Kolmogorov y publicado en 1941. Por esto, la teoría es a veces referida como teoría de filtrado de Wiener-Kolmogorov.
- Datos: Q25523
- Multimedia: Wiener filter / Q25523